# Nyelvi interferencia
A nyelvi interferencia a nyelvérintkezés által okozott jelenség. Abban áll, hogy egy bizonyos nyelvi rendszer (nyelv, nyelvváltozat) egy másikat befolyásol.
A szociolingvisztikát az interferencia mint a kétnyelvűség és a többnyelvűség velejárója érdekli. Azon nyelvi jelenségek összességére utal, amelyek abból adódnak, hogy a kétnyelvű beszélő mindennapi interakcióiban egynél több nyelvet használ.
Az idegennyelv-oktatás módszertana is foglalkozik az interferenciával mint a tanulással együtt járó jelenséggel.
A fenti szinkrón szempontok az egyénre vonatkoznak, és az interferenciát a használt nyelv szabályaihoz viszonyítva hibák forrásának tekintik. Ebben a nézetben az interferencia alkalmi.
Diakrón nézetben, azaz a történeti nyelvészetben az interferencia a nyelvek kialakulásának és fejlődésének az egyik tényezője, amely szubsztrátumi, szupersztrátumi és adsztrátumi elemekben nyilvánul meg, és az adsztrátumi elemeket a kölcsönzés eredményeiként tekinti, ami már nem alkalmi jelenség.
A szociolingvisztika az egyazon nyelv változatai közötti interferenciával is foglalkozik.

## Az interferencia megnyilvánulásának helyzetei

### A kétnyelvűség
A nyelvi interferencia elsősorban kétnyelvűek és többnyelvűek nyelvhasználatában jelenik meg. A világon sokan, különféle okokból kétnyelvűek, és kétnyelvű beszélők egész kategóriái is vannak: sok országban többségi nyelvet beszélőkkel együtt élő őshonos kisebbségi anyanyelveket beszélők, bevándoroltak, a gyarmatosítók nyelvét is beszélő gyarmati vagy volt gyarmati országok bennszülöttei stb. A kétnyelvűség minősége különbözik egyének között és beszélők kategóriái között. Ritkább a kiegyenlített kétnyelvűség, amelyben a nyelvi kompetencia a két nyelven megközelítőleg egyenlő, mint az egyenlőtlen, amelyben a második nyelv ismerete alulmarad. Emiatt a kétnyelvűek nyelvhasználatában a kétnyelvűség minőségétől függően kisebb-nagyobb mértékben interferencia van a használt nyelvek között, azaz a beszélők olykor az anyanyelvük szabályait alkalmazzák a második nyelv használatakor, de fordított esetek is vannak, amikor a második nyelv elemeiből kerülnek egyesek az anyanyelv használatába.

### Az idegennyelv-tanulás
Idegennyelv tanulásának folyamatában mindig jelen van az ún. tudástranszfer, amelynek hasznossága szempontjából két típusa van. A egyik a pozitív transzfer, amely az anyanyelv és a megtanulandó nyelv (a célnyelv) közötti szerkezeti hasonlóságok helyes azonosításán alapszik. Ez az eset áll fenn akkor, amikor a tanuló helyesen alkalmazza anyanyelve azon elemeit és szerkezeteit, amelyek megegyeznek a másik nyelv elemeivel és szerkezeteivel. Van azonban negatív transzfer is. Az idegennyelv-oktatás módszertanában ez a fogalom a nyelvészetbeli interferencia fogalmának felel meg. A negatív transzfer hibák forrása a célnyelvben, mivel a tanuló kiterjeszteni igyekszik a hasonlóságok körét nem létező megfelelésekre is a két nyelv elemei és szerkezetei között.
A modern módszertan kerüli a hiba fogalmát a tanulóra vonatkozóan, és a köztes nyelv (angolul interlanguage) fogalmát használja egy olyan, saját szerkezettel bíró, az anyanyelv szerkezetétől is, a célnyelvétől is különböző nyelvi rendszerre, amelyet a tanuló alkot meg. A köztes nyelvnek fejlődő szabályrendszere van, amely az interferenciának, tehát a negatív transzfernek betudható nyelvi jelenségeket is magában foglalja.

### A diglosszia
A diglossziát gyakorló beszélő nyelvhasználatában interferencia jelenhet meg egyazon nyelv változatai között kódváltás (angolul code-switching), azaz több, mint egy változat elemeinek használata formájában egyazon beszédhelyzetben. Vannak olyan helyzetek, amelyekben az ilyen interferencia nem hiba. Azok a beszélők, akik társadalmi tekintély nélküli nyelvváltozat (dialektus, fesztelen nyelvi regiszter) mellett tekintélyes változatot is ismernek (a sztenderd nyelvváltozatot, a szokásos regisztert, esetleg a választékosat is) képesek váltani ezeket, azaz egyiket vagy másikat használni azért, hogy megfeleljenek különböző beszédhelyzeteknek, de arra is képesek, hogy az egyikből vagy a másikból iktassanak be elemeket egyazon beszédhelyzet keretében, hogy árnyalják a beszédüket, például komolyságot kifejezve bizonyos pillanatokban, és iróniát másokban.
Nyelvváltozatok közötti interferencia példája az is, amely a görögországi médiában van. Ebben a katharevusza tekintélyes változat keveredik a tekintély nélküli dimotiki változattal.
A magyar regionális köznyelvekben is tapasztalható interferencia a sztenderd és a beszélő régiójának dialektusa között. A regionális köznyelveket olyan beszélők használják, akik jól ismerik a sztenderd nyelvváltozatot. Beszédük mindegyik nyelvtani vonása sztenderd, de kiejtésük nyelvjárásias lehet. Például a nyugat-dunántúli értelmiségiek beszédében természetesek a lerövidült magánhangzók (kut, tüz, viz), a zárt ë (embër, szerelëm, szeretëm) vagy a megnyújtott mássalhangzók (magassann, szépënn), és ez nem hiba.

## Interferenciajelenségek
Az interferencia a nyelv mindegyik területét érintheti. Elsősorban az anyanyelv hat a második nyelvre.
Mindegyik nyelvnek megvan a maga artikulációs bázisa, azaz jellegzetes kiejtési szokásainak az összessége, ezért még olyan beszélők esetében is, akik nagyon jól ismernek egy második nyelvet, előfordul, hogy anyanyelvi kiejtési vonásokat hallatnak akkor, amikor a második nyelvet beszélik. Ez fonetikai interferencia, amit nem szakszóval idegen akcentusnak neveznek. Például az angolul beszélő magyar ajkú esetleg [v]-t ejt ki [w] helyett, mivel a magyarra nem jellemző az utóbbi.
Alaktani interferenciáról van szó, amikor például a német ajkú beszélő a francia nőnemű la mort ’a halál’ szót hímneművé teszi a német der Tod ’a halál’ hatására.
A mondattani interferencia például a hibás elöljárószó-használatra vonatkozik, pl. I am going at school francia beszélő használatában az angol I am going to school ’Iskolába megyek’ helyett, mivel a két angol elöljárószónak csak egy francia felel meg.
A lexikai-szemantikai interferenciát az ún. „hamis barátok”, azaz olyan szavak okozzák, amelyek alakja azonos vagy hasonló két nyelvben, esetleg még azonos eredetűek is, de jelentésük különbözik, például:
(magyarul) gimnázium vs. (angolul) gymnasium ’tornaterem’;
(angolul) figure ’szám’ vs. (franciául) figure ’arc’;
(angolul) cold ’hideg’ vs. (olaszul) caldo ’meleg’;
(spanyolul) presidio ’börtön’ vs. (németül) Präsidium ’elnökség’;
(olaszul) macchina ’gép’, ’autó’ vs. (franciául) machine csak ’gép’.
A második nyelv is hat az anyanyelvre kisebbségi nyelvek beszélőinek nyelvhasználatában. Például határon túli magyarok anyanyelv-használatáról folytatott vizsgálatok eredményeztek egyes adatokat olyan második nyelvi jelenségekről, amelyeket ez az interferenciatípus érint. Példák:
- a szókincsben:
  - a második nyelvből átvett szavak, pl. Felvidéken tyepláki vs. ’melegítő, mackó’;
  - tükörfordításos szócsoportok, pl. Felvidéken születési szám vs. ’személyi azonosító’;
  - mindkét nyelvben jövevényszavak, de a második nyelvből átvett, a sztenderd magyar alaktól különböző alakban, pl. Délvidéken tribina vs. ’tribün’;
- a grammatikai rendszerben:
  - mondattani tükörfordítások, pl. Erdélyben vesz egy taxit vs. ’taxiba ül’.

A kódváltás viszonylag gyakori kétnyelvű beszélő nyelvhasználatában is, ami az ő esetében az egyik nyelvről a másikra való térés ugyanabban a beszédfolyamban. Az egyik nyelv súlya a másikhoz viszonyítva különféle tényezőktől függhet. Példák:
- egyszerű mondat, amelyben az anyanyelv, a török van túlsúlyban a második nyelvvel, az egy szóval képviselt norvéggal szemben: Adamlar yeri vaske yapıyor ’Az emberek mossák (szó szerint mosni) a padlót;
- összetett mondat, amelyben az anyanyelv, a szuahéli túlsúlyban van a második nyelvvel, az egy szóval és egy szókapcsolattal képviselt angollal szemben: Lakini niko sure ukienda after two days utaipata Uchimi Supermarket kwa wingi ’Biztos vagyok benne, ha két nap múlva mész, bőven találsz az Uchimi szupermarketben’;
- összetett mondat, amelyben a két nyelvet, a németet és az angolt egyenlően egy-egy tagmondat képviseli: Papa, wenn du das Licht ausmachst, then I'll be so lonely ’Apu, ha eloltod a villanyt, akkor olyan egyedül leszek’.

## Interferencia a nyelvek kialakulásában és fejlődésében
Nyelvek érintkezése beszélőik kapcsolatai révén, az ezzel járó interferenciával fontos tényezője a nyelvek kialakulásának és fejlődésének.
Egyes nyelvek egész nyelvközösségek ehhez elégséges hosszúságú kétnyelvűségi időszakának nyomán alakultak ki. Például a Galliát meghódító rómaiak latin nyelve és a kétnyelvűvé vált gallok nyelve közötti interferencia a galloromán nyelv kialakulásához vezetett. A latin hatása sokkal nagyobb lévén a gall nyelvre, mint fordítva, a latin magába olvasztotta az utóbbit, mivel a gallok nyelvet cseréltek az előbbi javára. Germánok (főleg frankok) betelepedését Észak-Galliába ezek kétnyelvűségi időszaka követte, és ezúttal nyelvük és a galloromán interferenciája a jövevények nyelvének a beolvadását eredményezte a helyiekébe.
Mivel a hatások kölcsönösek, bár különböző súlyúak, a beolvadt nyelvek vonásaiból is megmaradnak egyesek az beolvasztó nyelvben. Az így kihalt nyelvek szubsztrátuma, illetve szupersztrátuma az utóbbinak.
A szociolingvisztikában a szubsztrátum és a szupersztrátum fogalmakat másként értelmezik, de szintén nyelvek és nyelvváltozatok nyelvérintkezés okozta interferencia útján való keletkezésével kapcsolatban használják. Szó van például a pidzsin nyelvekről, amelyek közvetítőnyelv szerepű, második nyelvként elsajátított kevert nyelvek. Olyan különböző anyanyelvű beszélők használják, akik ismételt vagy kiterjedt érintkezésbe kerülnek egymással kereskedelmi kapcsolatok, bevándorlás, rabszolgaság vagy egyéb körülmények révén. A pidgin nyelvek vagy viszonylag rövid idő után kihalnak, amikor már nincs rájuk szükség, vagy kreol nyelvekké válnak, amelyek anyanyelvek. Pidzsin nyelv például a russenorsk, a 19. században létezett orosz-norvég kereskedelmi nyelv, kreolra pedig példa a haiti. Ezek esetében szubsztrátumnak az Afrikában, Dél-Ázsiában, Délkelet-Ázsiában, az Indiai-óceán és a Csendes-óceán szigetein, valamint Amerikában élő bennszülöttek nyelveit nevezik, vagy azon rabszolgákéit, akiket a világ egyik részéről a másikra vittek, szupersztrátumnak pedig gyarmatosító országok nyelveit, vagy azokéit, amelyekbe a rabszolgákat vitték. Például a haiti kreol nyelv szupersztrátuma a francia. A fentebb említett francia nyelv szupersztrátumával ellentétben a pidzsin és a kreol nyelvek szupersztrátuma domináns nyelv.
Ugyancsak nyelvi interferencia útján keletkeznek gyarmatosító országok nyelveinek gyarmatosított népek beszélői által használt változatai, amelyek a függetlenség elnyerése után is fennmaradnak. Ezekben a szupersztrátum az előbbi kategóriához tartozó nyelv, amely ez esetben is domináns, a szubsztrátum pedig helyi nyelv. Ilyen változatok például Indiában a sztenderd angolhoz közelebb álló Indian English és a Hinglish, amelyet erősebben befolyásol a szubsztrátum.
A nyelvek folytonosan fejlődnek belső folyamatok okozta változások útján, de külső tényezők, többek között nyelvérintkezés és velejárója, az interferencia hatására is, ami idegen nyelvi elemek kölcsönzésében nyilvánul meg. Kezdetben az átvételek egyéniek, alkalmiak, majd az egész nyelvi közösségre kiterjednek, és a nyelvbe illesztett jövevényekké válnak. Egyes nyelvészek adsztrátumnak nevezik az átvételek együttesét a nyelv egész történetében. Más szerzők szerint az adsztrátum vagy két egymással kapcsolatban álló, illetve összekeveredő nyelv közötti interferencia, vagy egy olyan idióma, amely egy másik, referenciaként tekintett idiómát befolyásol, vagy azon nyelvi jelenségek együttese, amely egy bizonyos nyelv egy másikra való hatásának az eredménye.
Nyelvek érintkezése ún. nyelvszövetséget (nyelvi uniót) eredményezhet. Ez nem rokon vagy csak távoli rokon, de földrajzilag egymáshoz közel létező nyelvek csoportja, amelyek interferenciájuk miatt közös vonásokat mutatnak. Ilyen például a balkáni nyelvi unió.